# Amadin
Amadin var en svensk musikgrupp i genren eurodance, bildad 1993 av låtskrivarna John Amatiello och Kristian Lundin. Namnet Amadin bestod av Johns tre första bokstäver och Kristians tre sista i deras respektive efternamn. De är mest kända för låtarna "Take Me Up-Alrabayie" (featuring Nana Hedin, Dr. Alban & Swing ) och "U make me feel alright" som nådde stor framgång i Tyskland, England och Israel. Gruppen har gjort remixer till många av de största artisterna på 1990-talets dansscen såsom Dr Alban och Ace of Base. John och Kristian kom sedan att arbeta i musikstudion Cheiron där Kristian sedermera stannade. Kristian Lundin är numera en av världens mest framgångsrika producenter med fäste i Los Angeles och producerar artister som Celine Dion mfl. John Amatiello arbetar numera som pilot.

## Singlar
- Take me up, feat Nana Hedin, Swing & Dr Alban, 1993
- U make me feel alright, feat Jessica Folcker, 1994

## Remixer
- Ace Of Base - Lucky Love
- Army Of Lovers - King Midas
- Backstreet Boys - We've Got It Goin' On, I Wanna Be With You
- Dr Alban : Away From home, Let The Beat Go On, Look Who's Talking, Gimme Dat Loven, Fire, Free Up Soweto, Plastic Smile
- E-Type: Until The End, When The Religion Comes To Town, Will I See You Again?, Do You Always, Set The World On Fire, This Is The Way Russian Lullaby
- Safe: Love Is All We Need
- Herbie: Free, Right Type Of Mood, I Believe, The Skank
- Flying Cows: I Like It (remix)
- Leila K - Manic Panic
- Papa Dee: The First Cut Is The Deepest, The Journey, Angel, Feeding Your Lies, The Tide Is High, Turn It Up, Without You, Rum Jam *Style, Deadline